# Imperial (marka samochodów)

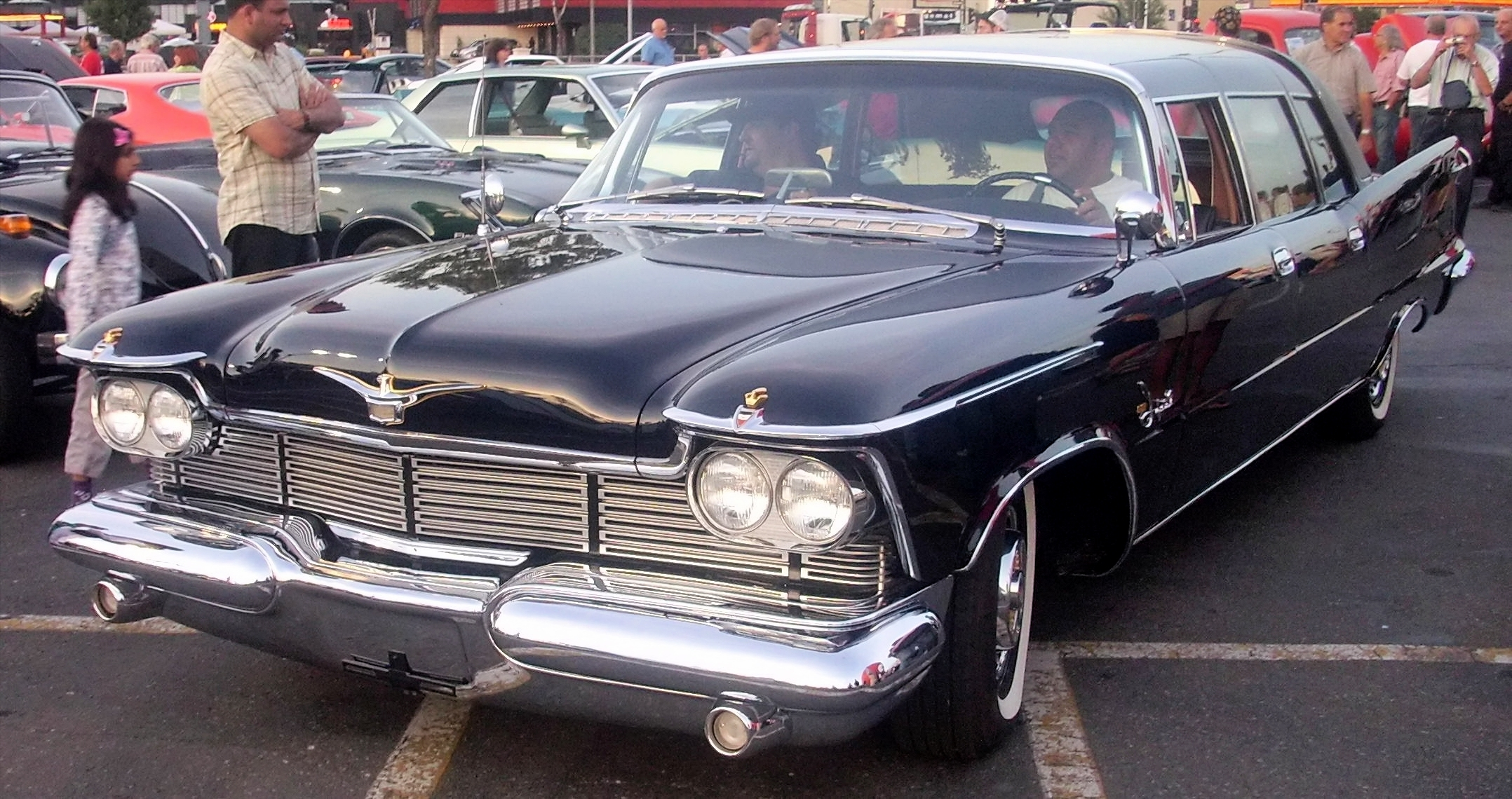
Imperial Crown Imperial z 1958

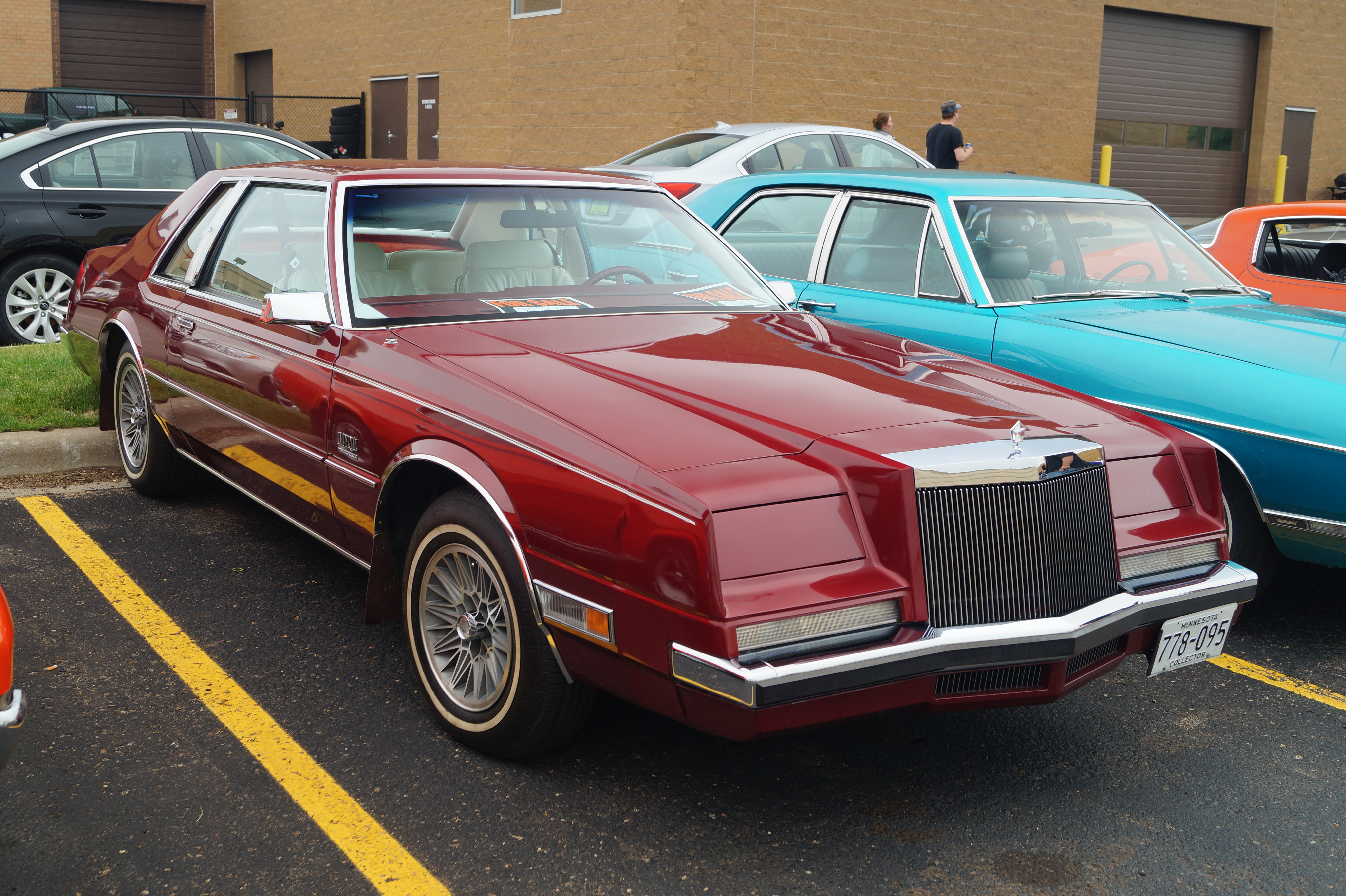
Imperial z 1982

Imperial – amerykański producent samochodów luksusowych z siedzibą w Auburn Hills działający w latach 1955–1975 oraz ponownie 1980–1983. Należała do amerykańskiego koncernu Chrysler.

## Historia
Pod koniec 1954 roku koncern Chrysler podjął decyzję o utworzeniu nowego oddziału, który miał zajmować się sprzedażą najdroższych i najbardziej luksusowych samochodów, dotychczas produkowanych jako model Chrysler Imperial, pod osobną marką Imperial. Celem było lepsze konkurowanie z markami Cadillac i Lincoln, bez kojarzenia samochodu z mniej ekskluzywną marką Chrysler. Kolejne wcielenie modelu Chrysler Custom Imperial przedstawione w listopadzie 1954 roku na 1955 rok modelowy odtąd oferowane było jako samodzielny model nazwany po prostu Imperial. Bardziej luksusowa wersja limuzyny oferowana była jako Crown Imperial, zastępując model Chrysler Crown Imperial. Od razu w  pierwszym roku była najdroższym samochodem amerykańskim, a od 1957 roku zyskała status ekskluzywnego modelu budowanego na zamówienie.
W 1957 roku modelowym poszerzono ofertę o dwa dalsze modele, pośrednie cenowo: Imperial Crown i Imperial LeBaron, stanowiące lepiej wykończone odmiany podstawowego modelu Imperial. W roku tym, kiedy wprowadzono nowoczesną stylistykę samochodów w ramach drugiej fali programu Chryslera Forward Look, Imperial sprzedał ponad 37,5 tysiąca samochodów, mając 0,6% udziału rynkowego. W pozostałych latach jednak sprzedaż na ogół nie przekraczała 20 tysięcy samochodów. Od 1959 roku zaś podstawowy model był oznaczany jako Imperial Custom.
Od 1971 roku oddział Imperial koncernu Chrysler Corporation został formalnie ponownie wcielony do oddziału Chryslera, jednakże samochody nadal zachowywały swoją odrębność i nie były oznaczane jako Chrysler.
Po pięciu powstałych wcieleniach modelu Imperial, Chrysler podjął decyzję o likwidacji marki Imperial i zastąpieniu sztandarowej limuzyny kolejnym wcieleniem modelu New Yorker. 5 lat później, producent podjął decyzję o wznowieniu marki Imperial, tworząc kolejną, szóstą generację samochodu Imperial.
Po trzech latach produkcji, ponownie z powodu niewielkiej sprzedaży, producent ponownie podjął decyzję o likwidacji marki Imperial. Tym razem, po 1983 roku zniknęła ze sprzedaży.

## Modele samochodów

### Historyczne
- Imperial (Custom) (1954 – 1983)
- Crown (1956 – 1970)
- LeBaron (1956 – 1970)
- Crown Imperial (1954 – 1965)

## Zobacz
- Osobny artykuł: Crown Imperial.
- Osobny artykuł: Imperial (samochód).